# Paasfoor
Paasfoor (in België) of Paaskermis (in Nederland) is een kermis die tijdens de paasdagen wordt gehouden. 
Bekende en grotere paaskermissen zijn die van Kortrijk, Deventer, Breda, Leiden, Oss en Enschede.

## Lijst van Paasforen in België
- De Paasfoor te Beervelde
- De Paasfoor te Boom
- De Paasfoor te Bredene
- De Paasfoor te Brasschaat
- De Paasfoor te Brecht
- De Paasfoor te Diegem
- De Paasfoor te Diksmuide
- De Paasfoor te Essen
- De Paasfoor te Evergem
- De Paasfoor te Herent
- De Paasfoor te Herentals
- De Paasfoor te Herselt Bergom
- De Paasfoor te Houtvenne
- De Paasfoor te Kortrijk is de bekendste
- De Paasfoor te Kruishoutem
- De Paasfoor te Lebbeke
- De Paasfoor te Lembeek
- De Paasfoor te Menen
- De Paasfoor te Oedelem
- De Paasfoor te Oudenaarde
- De Paasfoor te Verviers
- De Paasfoor te Waarschoot
- De Paasfoor te Zelzate

## Lijst van paaskermissen in Nederland
- Paaskermis Deventer
- Paaskermis Breda
- Paaskermis Hoogezand
- Paaskermis Ridderkerk
- Paaskermis Drachten
- Paaskermis Wormerveer
- Paaskermis Soesterberg
- Paaskermis Leiden
- Paaskermis Wolvega
- Paaskermis Pijnacker
- Paaskermis Emmen in de wijk Emmermeer
- Paaskermis Dinteloord
- Paaskermis Rolde
- Paaskermis Havelte
- Paaskermis Oostvoorne
- Paaskermis Egmond aan Zee
- Paaskermis Diever
- Paaskermis Groningen in de wijk Reitdiep
- Paaskermis Marum
- Paaskermis Peize
- Paaskermis Oss
- Paaskermis Mantgum
- Paaskermis Biervliet
- Paaskermis Bovenkarspel
- Paaskermis Enschede